# Internetski forum
Internetski forum je usluga na Internetu koja omogućava razmjenu mišljenja među sudionicima uporabom web preglednika. Sve poruke koje korisnik napiše i pošalje na forum vidljive su svim ostalim sudionicima foruma. To nalikuje na oglasnu ploču (engl. message board) na kojoj sudionici ostavljaju poruke. U načelu poruke na forumu mogu ostavljati i čitati sudionici interneta bez ograničenja. Sudionici su najčešće anonimni jer se pri slanju poruke na forum ne mora navesti pravi identitet. Zbog lakšeg snalaženja forum je obično podijeljen u nekoliko skupina prema temama razgovora. Jednostavnost uporabe i mogućnost anonimne rasprave o različitim temama jedan je od glavnih razloga popularnosti foruma. Za internetski forum se dovoljno služiti web preglednikom. Poruka poslana na jedan forum vidljiva je samo na tom forumu. Forum se uglavnom sastoji od mnogobrojnih kategorija unutar kojih se nalaze teme koje otvaraju i započinju korisnici. Svaka tema ima svoju diskusiju u kojoj se sudjeluje pisanjem, odnosno objavljivanjem postova. Svi razgovori/diskusije ostaju sačuvani na forumu dok ih ne obriše moderator (stvarna osoba). 

## Povijest
Prvi internetski forumi su pokrenuti još 1996. godine. Internetski forumi su uglavnom strogo tematski (nije pravilo, a popularne teme foruma su: tehnologija i tehnika, računalstvo, računalske igre, politika itd.

## Softver
Internetski forum (engl. internet forum) je posebna web aplikacija ili skripta koja omogućava korisnicima (surferima) raspravu o određenim temama. Po softverskom ustroju, postoje forumi koji omogućuju objavljivanje postova anonimno, dok postoje i oni na koje se treba registrirati u obliku željenog korisničkog imena i lozinke (ako već nije zauzeto). Forumski softverski paketi dostupni su na Internetu i zapisani su u različitim programskim jezicima, najčešće su to PHP,  Perl, JAVA i ASP.

## Administratori i moderatori
Osoba koja ima ulogu administratora na forumu ima mogućnost uređivanja, brisanja ili nekog drugačijeg modificiranja već objavljenih posteva. Također mogu dati ban, odnosno zabraniti sudjelovanja na forumu na određeno vrijeme zbog nepridržavanja pravila foruma,  mogu izbrisati korisnike te ih stvoriti. Uloga moderatora je da pomaže administratoru te uglavnom ima iste ovlasti kao i administrator (naravno, u manjoj mjeri). Najvažniji razlog postojanja administratora i moderatora je održavanje reda na forumu i upozoravanje korisnika o pridržavanju kućnog reda.

## Članovi i korisnici
Članovi foruma mogu objavljivati postove, mijenjati iste, otvarati nove topic-e te mijenjati svoje postavke. Na većini foruma, korisnici uz svoje ime obično imaju malu sliku koja se naziva avatar. Također mogu primati i slati privatne poruke ostalim korisnicima. U određenim slučajevima daje im se mogućnost brisanja vlastitog topica ili posta. Često korisnici koriste i potpise- najčešće riječi ili slike koje se pojavljuju na kraju svakog posta koji objave.

## Pravila ponašanja
Kršenje internetskog bontona tako što se šalju reklamne poruke i druge vrste neželjenih i nepotrebnih poruka koje ne odgovaraju na određenu temu naziva se spamanje. Spamanjem se smatra i dvostruko postanje, odnosno objavljivanja iste poruke dvaput, te objavljivanje dva posta zaredom, a da između njih neki drugi korisnik nije "uskočio". To se može izbjeći tako da se ide na uređivanje već objavljenog posta ako postoji ta opcija. No problem koji bi se mogao javiti je taj da netko tko je već pročitao originalni post ne uvidi nastale promjene proizašle iz naknadnog uređivanja. To je samo neki od mnogobrojnih problema koji nastaju ne pridržavanjem pravila, no najveći ostaje onaj o netrpeljivosti na rasnoj, vjerskoj i nacionalnoj osnovi.
Trol je korisnik foruma koji namjerno krši internetski bonton pišući na forumu uvredljive, uznemirujuće ili podjarujuće poruke kako bi se druge isprovociralo da se uključe u raspravu i započnu tzv. flejmanje. Flejmanje se odnosi na antagonističku i uvredljivu interakciju na internetskom forumu, chatu, elektroskupnici (mailing listi) itd. korištenjem neprijateljskog jezika i osobnih napada. Posjedovanje još jednog korisničkog računa je posjedovanje klona ili altera. Započinjanje velikog broja tema u kratkom vremenskom periodu bez namjere da se započne rasprava zove se floodanje.

## Organizacija foruma
Forumi mogu biti različitih stilova. Uobičajeni forumi sadrže poveznice koje vode do podforuma. U svakome se podforumu nalazi mjesto za objavljivanje posteva, a novi se topic-i nalaze na vrhu, s posebnim upozorenjem o njihovoj aktivaciji. Isto tako, mnogi forumi na vrhu liste topic-a sadrže važne obavijesti. Oni topic-i u kojima se često odgovara, smješteni su pri vrhu, dok se oni u kojima se nalazi tek pokoji odgovor nalaze na dnu. 

## Usporedba s ostalim Web aplikacijama
Razlika između foruma i elektroničkih mailing lista (elektroskupnica) je u tome što mailing liste automatski šalju nove poruke pretplatnicima, dok je kod foruma potrebno samostalno posjetiti tu stranicu te pročitati poruku. Također, postoji mogućnost obavještavanja e-mailom o odgovaranju drugih korisnika na vaš post. Za pristupanje forumu potreban je samo Web preglednik, dok su za neke aplikacije potrebni posebni programi koji omogućuju čitanje vijesti s različitih stranica. Za razliku od blogova, forumi dopuštaju svakome da započne novi razgovor, ili sudjeluje u jednom. Forumi se razlikuju i od chat soba zato što sudionici ne moraju biti spojeni na Internet u isto vrijeme.

## Popularna rješenja
- phpBB
- vBulletin
- bbPress
- Simple Machines Forum
- Discuz!
- Beehive Forum
- MyBB
- PunBB

## Pročitajte više
- Internet
- Usenet